# 安井己美子
安井己美子（やすい きみこ、1969年4月2日 - ）は、日本の陸上競技選手。元女子棒高跳日本記録保持者。高崎市陸上競技協会所属。
1994年6月25日、群馬県前橋市の敷島公園陸上競技場で開催された群馬県陸上競技選手権大会で、三室聡子の保持していた3m20の日本記録を1cm上回る3m21の日本新記録を樹立した。
1998年11月1日、国立競技場で3m60をマークした。
後進の指導も行った。

## 関連人物
- 錦織育子（現女子棒高跳日本記録保持者）
- 近藤高代（アテネオリンピック代表）
- 小野真澄（元女子棒高跳日本記録保持者）
- 青木梓（マレーシア・アジアジュニア選手権代表）
- 井桁愛